# Містиша
Містиша (Мистиша, Местиша) Свенельдич (? — пом. 945) — син київського воєводи Свенельда, брат Люта. Убитий деревлянським князем Малом.

## Історична довідка

### Оправдання Ігоря
Повість врем'яних літ згадує Містишу в 945 році: «Ольга жє бѧшє въ Кыѥвѣ съ сыномъ своимъ съ дѣтьскомъ Свѧтославомъ, и кормилєць ѥго Осмоудъ, воѥвода бѣ Свєнєльдъ, тъ жє отєць Мистишинъ».
О. О. Шахматов зробив висновок, що існувало два перекази про Містишу. В одній він вбиває князя Ігоря, а в іншій сам гине від деревлянського князя Мала. Шахматов помилявся в одному, він ототожнював Мала з Містишею.
Події розгортались наступним чином. Віднявши в Свенельда деревлянську данину, Ігор нажив собі ворога. Свенельд у союзі з Ольгою, підмовили шведських конунгів з дружинами здійснити напад на Київ. У результаті — Ольга захопила владу в столиці Русі, Ігор утік у Деревлянську землю. Його переслідував Містиша з дружиною. Однак, об'єднатись з військом князя Мала (своїм союзником) Ігор не встиг. Він був схоплений Містишею і страчений. Мал відомстив за смерть свого союзника, вбивши Містишу. Тіло сина Свенельда обміняли на тіло Ігоря, якого деревляни і поховали. У Лаврентіївському літописі під 945 роком написано: «Дєрєвлѧнє оубиша Игорѧ и дроужиноу ѥго, бѣ бо ихъ мало. И погрєбєнъ бы Игорь. Ѥсть могила ѥго оу Искоростєнѧ града въ Дєрєвѧхъ и до сєго дьнѧ».
Постає питання, навіщо деревлянам ховати вбитого ними ж князя, а не просто кинути його вовкам на потраву?
У 90-х роках XIX століття історик і фольклорист Н. І. Коробко зібрав і записав народні перекази Овручського уїзду, на території якого і розташовувався давній Іскоростень. Серед інших переказів є кілька варіантів розповіді про вбивство княгинею Ольгою свого чоловіка Ігоря. Причому в одному із варіантів Ольга сім років тримає в облозі Ігоря в Іскоростені.

### Епілог
Чи брала участь в цьому Ольга чи ні — не зрозуміло. У будь-якому випадку, літопис говорить про два її походи в землю деревлян. Під час другого і зруйновано Іскоростень.
Усі фальсифікації в літописі були зроблені з однією метою — створити благородний образ православної княгині, передвісниці хрещення Русі за Володимира.

## Джерело
- Легенда о княгине Ольге (рос.)